# Mariano Rivera

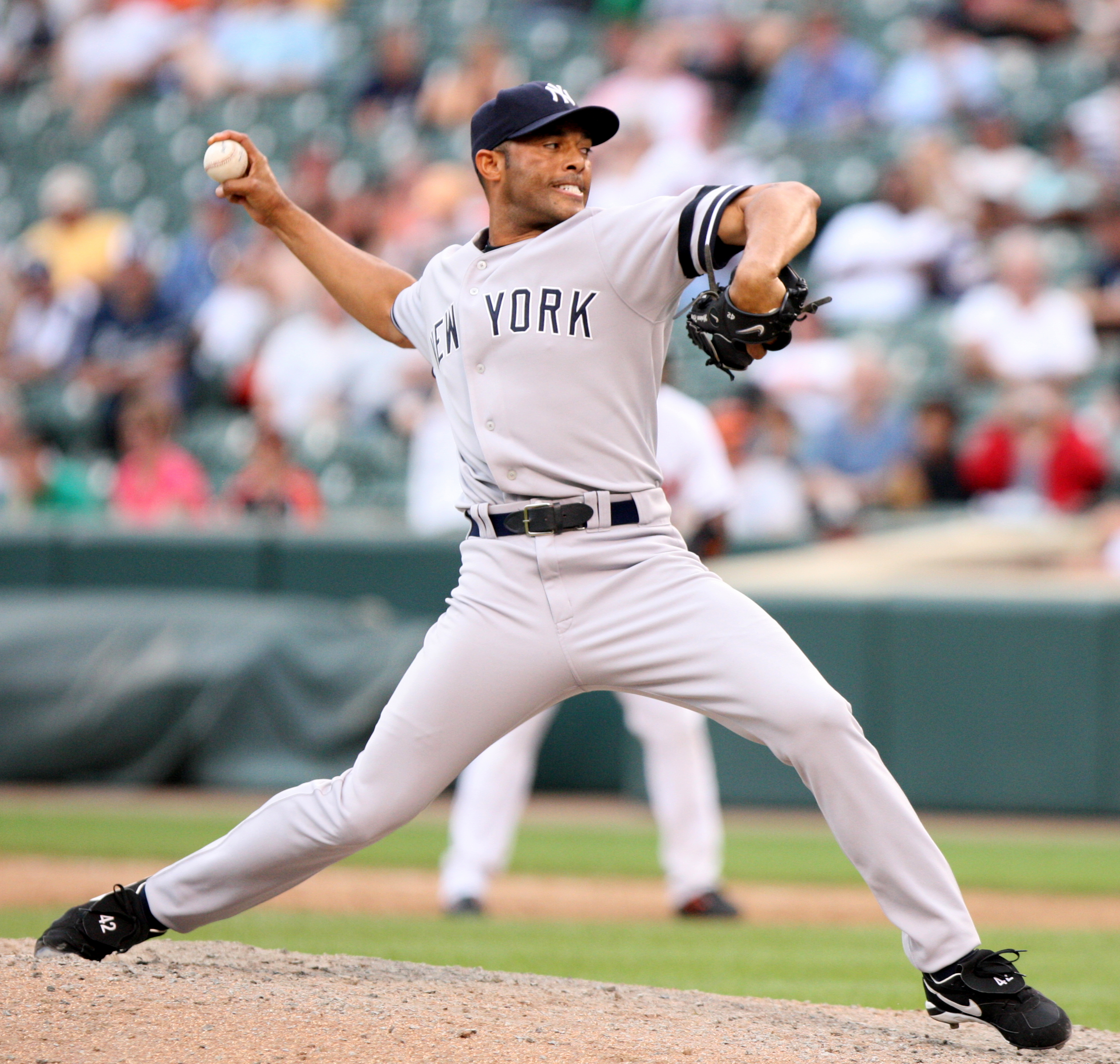
Mariano Rivera i New York Yankees dräkt 2007.

Mariano Rivera, född den 29 november 1969 i Panama City, är en panamansk före detta professionell basebollspelare som spelade 19 säsonger i Major League Baseball (MLB) 1995–2013, alla för New York Yankees. Rivera var högerhänt pitcher, närmare bestämt closer.
Rivera är den pitcher som gjort flest saves (save innebär ungefär att "stänga" en match) i MLB:s historia (652). Han slog det tidigare rekordet med sin 602:a save den 19 september 2011, då han passerade den tidigare rekordinnehavaren Trevor Hoffman.
Vidare är Rivera den pitcher som avslutat flest matcher i MLB:s historia (952) och den pitcher som deltagit i flest matcher för samma klubb med deltagande i över 1 000 matcher för Yankees.
Om man ser till slutspelsstatistik har Rivera även där flest saves i MLB:s historia (42), mer än dubbelt så många som tvåan. Han har även deltagit i flest matcher (96) och har lägst earned run average (ERA) (0,70). Ser man enbart till World Series-statistik har Rivera återigen flest saves i MLB:s historia (elva) och har deltagit i flest matcher (24).
Rivera vann World Series fem gånger med Yankees och valdes till MLB:s all star-match 13 gånger. Bland hans övriga utmärkelser kan nämnas att han utsågs till mest värdefulla spelare (MVP) i World Series 1999, i finalen i American League (ALCS) 2003 och i all star-matchen 2013. 2005 kom han tvåa i omröstningen till Cy Young Award, priset till ligans bästa pitcher, och han kom trea 1996, 1999 och 2004. Han var under många år på 1990- och 2000-talen tillsammans med Derek Jeter, Andy Pettitte och Jorge Posada en del av en Yankees-kvartett som kallades The Core Four.
I maj 2012 drabbades Rivera av en korsbands- och meniskskada, som då såg ut att äventyra hans fortsatta karriär. Efter en lyckad operation gick dock Riveras rehabilitering snabbare än beräknat och han uteslöt i mitten av juli inte en comeback redan under 2012 års säsong. Så blev det dock inte, men Rivera skrev inför 2013 års säsong på ett ettårskontrakt med Yankees värt åtminstone 10 miljoner dollar.
I mars 2013 meddelade Rivera att 2013 års säsong skulle bli hans sista. Under säsongen hyllades han av motståndarna under bortamatcherna, till och med av ärkerivalen Boston Red Sox. Under de sista fyra hemmamatcherna bar Yankees spelare en speciell lapp på tröjorna och kepsarna som hedrade Riveras tid i klubben. Före en av dessa matcher, den 22 september, hyllades Rivera med en ceremoni, där hans tröjnummer 42 officiellt pensionerades av Yankees. Detta tröjnummer hade redan 1997 pensionerats i hela MLB för att hedra Jackie Robinson och Rivera var den sista spelaren som bar tröjnumret. Vidare framfördes Riveras signaturmelodi "Enter Sandman", som brukade spelas när han kom in i matcherna, live på spelplanen av rockgruppen Metallica. Den 26 september, under Riveras allra sista match i Yankee Stadium, byttes han ut av sina långvariga lagkamrater Andy Pettitte och Derek Jeter och hyllades en sista gång av hemmafansen. Rivera valde att låta detta bli hans sista framträdande och han pitchade inte under Yankees sista bortamatcher i Houston. Även den sista säsongen blev framgångsrik då Rivera på 64 matcher hade 44 saves på 51 save opportunities, och dessutom var 6-2 (sex vinster och två förluster), med en ERA på utmärkta 2,11.
Under World Series 2013 fick Rivera Commissioner's Historic Achievement Award av kommissarien Bud Selig för sina insatser under karriären. Ett par veckor senare fick han också American Leagues Comeback Player of the Year Award för 2013.
I april 2014 tillkännagav Bud Selig att MLB:s pris till säsongens bästa relief pitcher, Delivery Man of the Year Award, med början 2014 ersattes av ett nytt pris, ett för vardera ligan National League och American League. Priset till den bästa relief pitchern i American League uppkallades efter Rivera, medan priset till den bästa relief pitchern i National League uppkallades efter Trevor Hoffman, som var tvåa efter Rivera i antal saves under karriären.
Rivera fick ytterligare en hedersbetygelse i maj 2014 när en av gatorna närmast Yankee Stadium döptes om från River Avenue till Rivera Avenue och i augusti 2016 fick han en egen minnestavla i "Monument Park" i Yankee Stadium.
2019 var första året som det gick att rösta på Rivera till National Baseball Hall of Fame, och han valdes in på första försöket, dessutom enhälligt (med 425 röster av 425 möjliga) vilket aldrig hade hänt tidigare.